# Sida charpinii
Sida charpinii är en malvaväxtart som beskrevs av Antonio Krapovickas. Sida charpinii ingår i släktet sammetsmalvor, och familjen malvaväxter. Inga underarter finns listade i Catalogue of Life.